# Ankaizina
Ankaizina is een vulkanisch gebied in Madagaskar, gelegen in de noordelijke regio Sofia. Recente uitbarstingen zijn niet bekend. Wel is bekend dat het vulkanische gebied tijdens het Kwartair actief was.
Een eerdere geërodeerde basalt fase werd gevolgd door de meest recente activiteit, die een reeks van slakkenkegels en lavastromen met zich meebracht.